# Holopogon claripennis
Holopogon claripennis is een vliegensoort uit de familie van de roofvliegen (Asilidae). De wetenschappelijke naam van de soort is voor het eerst geldig gepubliceerd in 1856 door Loew in Rosenhauer.